# Adampol (powiat wołomiński)
Adampol – wieś w Polsce położona w województwie mazowieckim, w powiecie wołomińskim, w gminie Jadów. Ma status sołectwa.
W latach 1975–1998 miejscowość należała administracyjnie do województwa siedleckiego.
Miejscowość wypoczynkowa, położona w pobliżu wsi Urle, przez którą płynie rzeka Liwiec.
Wierni Kościoła rzymskokatolickiego należą do parafii Matki Bożej Częstochowskiej w Urlach.